# Cassinia longifolia
Espèce
Classification phylogénétique
Cassinia longifolia est une espèce de plantes à fleurs de la famille des Astéracées originaire du sud est de l'Australie (de la Nouvelle-Galles du Sud à la Tasmanie).
C'est un arbuste de 1,2 à 2,5 m de haut aux feuilles ovales à lancéolées de 4 à 8 cm de long avec des inflorescences en corymbe et aux petites fleurs blanches.